# Канова (Ређо Емилија)
Канова је насеље у Италији у округу Ређо Емилија, региону Емилија-Ромања.
Према процени из 2011. у насељу је живело 133 становника. Насеље се налази на надморској висини од 782 м.